# Мано-Лавијана (Равена)
Мано-Лавијана је насеље у Италији у округу Равена, региону Емилија-Ромања.
Према процени из 2011. у насељу је живело 45 становника. Насеље се налази на надморској висини од 31 м.